# História viva

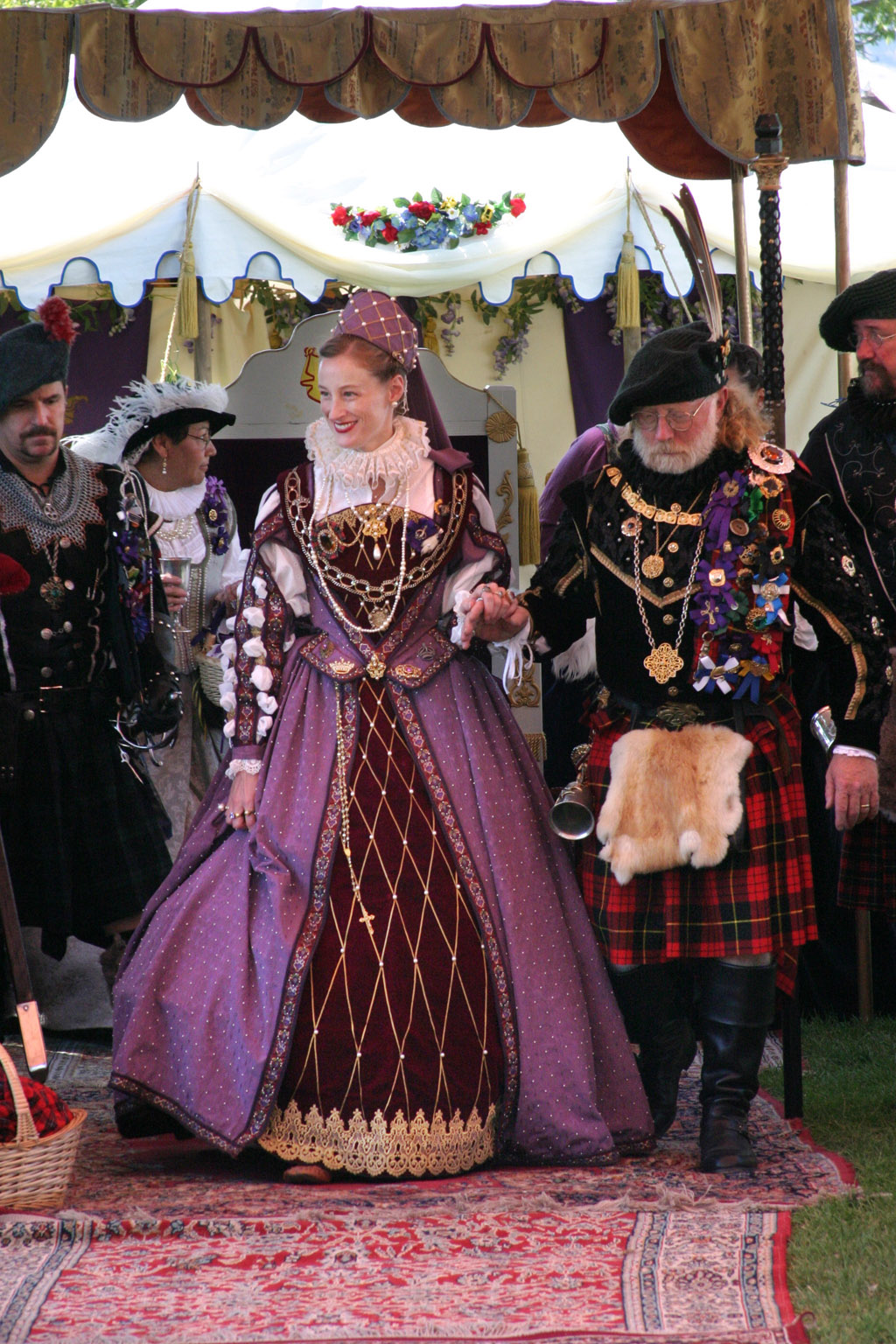
Uma "reenactriz" no papel de Maria Rainha da Escócia em uma feira escocesa em 2003.

História viva é uma atividade que incorpora ferramentas, atividades e vestimentas históricas em uma apresentação interativa que busca dar aos observadores e participantes uma sensação de voltar no tempo. Embora não busque necessariamente reencenar um evento específico na história, a história viva é semelhante a, e às vezes incorpora, a reencenação histórica.
História viva é um meio educacional usado por museus de história viva, locais históricos, intérpretes de patrimônio, escolas e grupos de reconstituição histórica para educar o público ou seus próprios membros em áreas específicas da história, como estilos de roupas, passatempos e artesanato, ou simplesmente para transmitir um sentido da vida cotidiana de um determinado período da história.

## Antecedentes

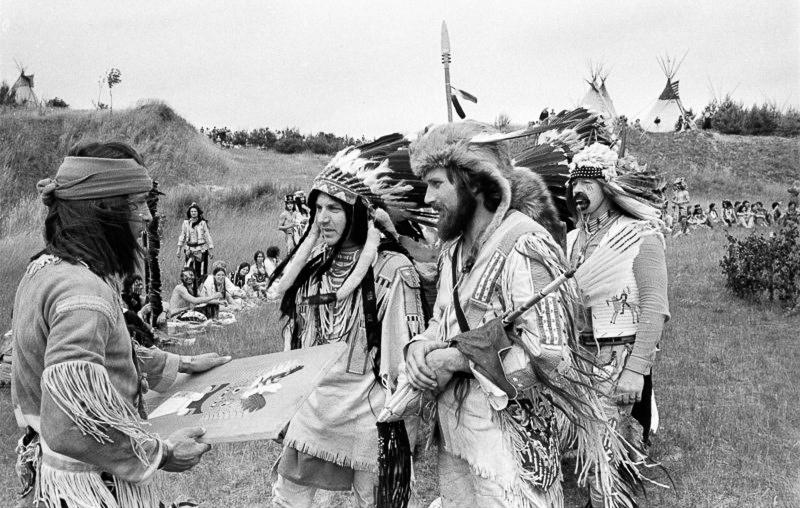
História viva na Alemanha Oriental em um "Encontro Indígena" em 1982 em Schwerin.

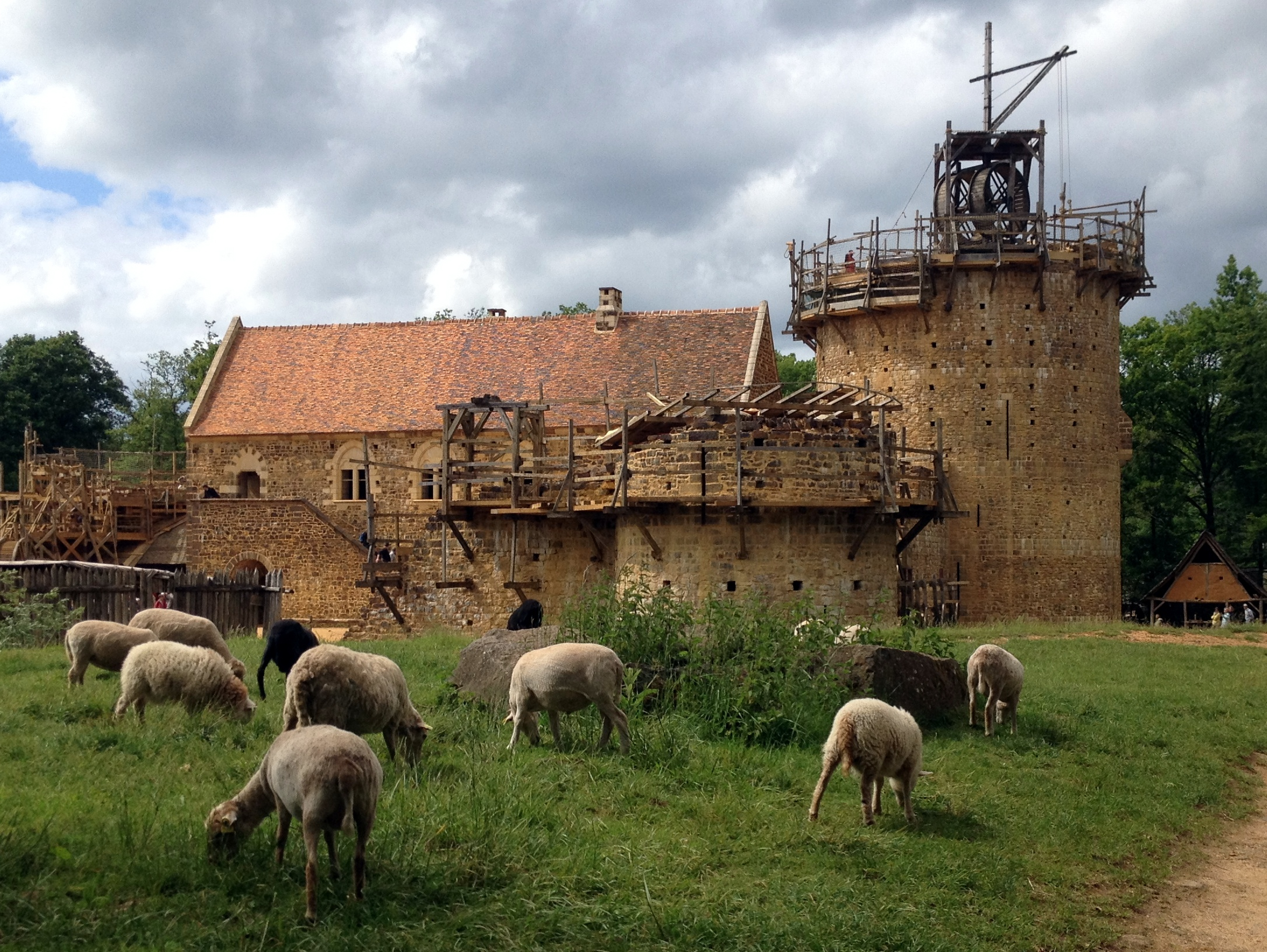
O Castelo de Guédelon na França é um castelo que está sendo construído usando apenas técnicas de construção medievais, ferramentas, trajes e materiais locais.

A abordagem da história viva para ganhar autenticidade é menos sobre repetir um determinado evento de acordo com um roteiro planejado, mas em outros campos de reconstituição. Trata-se mais de uma imersão dos jogadores em uma determinada época, de captar, no sentido de Walter Benjamin a 'mensagem espiritual expressa em cada monumento e em cada "traço" e "aura" do próprio local, mesmo na Era de Reprodutibilidade Técnica.
Um dos primeiros exemplos do lado espiritual e futurista da história viva pode ser encontrado no livro de Guido von List Der Wiederaufbau von Carnuntum (1900), que sugeriu reconstruir o acampamento militar Roman Carnuntum no bairro de Viena como uma espécie de parque de diversões (compare Westworld). List, ele mesmo um neopagão de direita, pediu a sua equipe de proprietários, garçons e guarda-parques que se vestisse com trajes históricos. Ele também pediu que todos os visitantes fossem vestidos com fantasias e rituais descritos para significar o status "dentro do jogo" e "fora do jogo" para melhorar a experiência de imersão. Por exemplo. o papel da vestimenta é de interesse até hoje.
O termo história viva descreve o desempenho de dar vida à história para o público em geral de uma maneira bastante livre. Os jogadores estão menos confinados em suas ações, mas geralmente têm que ficar em um determinado lugar ou prédio. A apresentação histórica inclui um continuum de tentativas bem pesquisadas de recriar um evento histórico conhecido para fins educacionais, por meio de representações com elementos teatrais, a eventos competitivos para fins de entretenimento. A linha entre apresentações amadoras e profissionais em museus de história viva pode ser tênue, assim como a fronteira para RPGs de ação ao vivo.
Enquanto os eventos profissionais usam rotineiramente profissionais de museu e intérpretes treinados para ajudar a transmitir a história da história ao público, alguns museus e locais históricos empregam grupos de história viva com altos padrões de autenticidade para o mesmo papel em eventos especiais. Esses eventos não incluem necessariamente uma batalha simulada, mas visam retratar a vida e, mais importante, o estilo de vida das pessoas da época. Isso geralmente inclui impressões militares e civis. Ocasionalmente, a narração de histórias ou sketches de atuação ocorrem para envolver ou explicar a vida cotidiana ou atividade militar para o público. Mais comuns são as demonstrações de artesanato e culinária, atividades musicais e de lazer e palestras. Treinamento de combate ou duelos também podem ser encontrados, mesmo quando não houver demonstrações de combate maiores.
Nos Estados Unidos, nas terras do National Park Service, a política do NPS "não permite encenações de batalha (combate simulado com linhas opostas e baixas) nas propriedades do NPS". Existem exceções, por exemplo, Saylors Creek, Gettysburg. Eles são altamente controlados com fatores de segurança exigentes, bem como verdades históricas exigentes.
Na Alemanha, a reconstituição medieval é geralmente associada à história viva e às feiras e festivais do renascimento, que são encontrados em quase todas as cidades. Então, por exemplo o festival de Peter e Paul em Bretten. o casamento de Landshut ou o torneio de cavaleiros Schloss Kaltenberg. A maioria dos grupos de reconstituição de combate são grupos de reconstituição do campo de batalha, alguns dos quais ficaram isolados até certo ponto por causa de um forte foco na autenticidade.
Os eventos com o grupo de reconstituição profissional Ulfhednar geraram polêmica na arqueologia alemã. O grupo de história viva da Polônia alemã foi apoiado por grandes museus e estudiosos e, desde 2000, cunhou em grande parte a imagem da história antiga na Alemanha e internacional. Entre outros, um artigo com o título programático Sob a suástica de crochê, História viva germânica e afetos de direita iniciou a disputa em 2009. Por outro lado, o leste da Alemanha comunista teve alguns problemas em aceitar reencenadores "indianos" da história viva, uma variedade na Alemanha Oriental, que foram monitorados de perto pelas forças de segurança. Esse tipo de história viva de "segunda mão" também faz parte do folclore da Alemanha Ocidental e tenta um alto nível de autenticidade.